# Hugh Seagrave
Sir Hugh Seagrave (auch Segrave) († 4. Februar 1387) war ein englischer Ritter, Verwalter und Höfling.

## Herkunft und Aufstieg im Dienst von Edward of Woodstock
Nach seinem Wappen war Hugh Seagrave ein jüngerer Angehöriger oder ein unehelicher Sohn der Familie Seagrave, die 1353 in männlicher Hauptlinie erloschen war. Er war vielleicht jener Hugh, der 1369 als Knappe von Königin Philippa diente und der während des Hundertjährigen Kriegs vor dem 4. November 1372 in der Gascogne Seneschall des Haushalts von John of Gaunt wurde. Nachweislich gehörte Hugh Seagrave als Ritter der englischen Delegation an, die im März 1371 in Calais Friedensverhandlungen mit Flandern führte. Am 8. Oktober 1372 wurde er Verwalter der Besitzungen des Thronfolgers Edward of Woodstock, wofür er ein jährliches Entgelt von £ 100 erhielt. Nach dem Tod des Thronfolgers 1376 war er einer von dessen Testamentsvollstreckern. Am 6. Juli 1376 wurde er als Verwalter der Besitzungen des verstorbenen Thronfolgers in England und Wales bestätigt und diente dann dessen Witwe Joan of Kent.

## Steward of the Household von Richard II.
Nach dem Tod von König Eduard III. im Juni 1377 wurde Seagrave Steward of the Household des jungen Königs Richard II. Am 20. Juli 1377 wurde er Mitglied des Regentschaftsrats, dem er bis zum 30. Oktober 1378 angehörte. Offensichtlich nahm er in dieser Zeit fast täglich an den Beratungen des Regentschaftsrats teil. Für diesen Dienst erhielt er weiterhin jährlich £ 100, diese Summe erhöhte der König dann um 150 Mark. Dazu war Seagrave zwischen 1378 und 1380 auch Mitglied der englischen Delegation, die ergebnislose Friedensverhandlungen mit Frankreich führte. 1381 war er an den Verhandlungen über die Heirat von Richard II. mit Anne von Böhmen beteiligt. 

## Keeper of the Great Seal und Treasurer
Nachdem während des Bauernaufstands am 14. Juni 1381 der königliche Kanzler Simon Sudbury und der Schatzkanzler Robert Hale ermordet worden waren, übergab der König am 16. Juni das Großsiegel an Seagrave, der aber nur zum Keeper of the Great Seal und nicht zum Kanzler ernannt wurde. Seagrave riet nun dem Abt der von den Rebellen bedrängten Abtei St Albans, allen Forderungen der Rebellen zuzustimmen. Seagrave wollte den Rebellen jedoch keine ehrlichen Zugeständnisse machen, denn zu dieser Zeit wusste er bereits, dass der König die Rebellion entschlossen niederschlagen wollte. Im Juli kam der König dann nach St Albans und verhängte harte Urteile gegen die Führer der Rebellen. Am 10. August wurde Seagrave Treasurer, worauf er das Großsiegel übergab und das Amt des Stewards of the Household niederlegte. Im November verteidigte er während des Parlaments den Widerruf der Zugeständnisse, die den Rebellen gemacht worden waren. Nach der Entlassung von Richard Scrope als Kanzler war Seagrave vom 11. Juli bis zum 20. August 1382 erneut Keeper of the Great Seal. 1385 gehörte er dem Gericht an, das die Strafe für John Cavendish wegen Verleumdung des Kanzlers Michael de la Pole verhängte. Am 17. Januar 1386 legte er sein Amt als Treasurer nieder.
Möglicherweise war Seagrave mit einer Isabel verheiratet, doch weder sie noch Kinder von ihm werden nach seinem Tod erwähnt.